# فورافيروماب
فورافيروماب هو جسم مضاد وحيد النسيلة يفترض أنه يستخدم للوقاية من داء الكلب.